# Nuzvid
Nuzvid es una ciudad y  municipio situada en el distrito de Krishna  en el estado de Andhra Pradesh (India). Su población es de 58590 habitantes (2011). Se encuentra a 77 km de Guntur y a 43 km de Vijayawada. 

## Demografía
Según el censo de 2011 la población de Nuzvid era de 58590 habitantes, de los cuales 29117 eran hombres y 29473 eran mujeres. Nuzvid tiene una tasa media de alfabetización del 82,37%, superior a la media estatal del 67,02%: la alfabetización masculina es del 86,76%, y la alfabetización femenina del 78,04%.